# 290 v.Chr.
Het jaar 290 v.Chr. is een jaartal volgens de christelijke jaartelling. 

## Gebeurtenissen

### Italië
- Rome onderwerpt de Samnieten, het einde van de Samnitische oorlogen.
- Manius Curius Dentatus annexeert in Centraal-Italië het grondgebied van de Sabijnen.

## Geboren
- Lucius Caecilius Metellus (~290 v.Chr. - ~221 v.Chr.), Romeins pontifex maximus en veldheer

## Overleden
- Megasthenes  ~350 v.Chr. - ~290 v.Chr.), Grieks diplomaat en geograaf (60)